# Olympische Winterspiele 1968/Teilnehmer (Dänemark)
| Gelbes Symbol für Goldmedaillen mit stilisierten Olympischen Ringen | Graues Symbol für Silbermedaillen mit stilisierten Olympischen Ringen | Braundes Symbol für Bronzemedaillen mit stilisierten Olympischen Ringen |
| ------------------------------------------------------------------- | --------------------------------------------------------------------- | ----------------------------------------------------------------------- |
| —                                                                   | —                                                                     | —                                                                       |

Dänemark nahm an den Olympischen Winterspielen 1968 mit drei Athleten teil.
Seit 1948 war es die fünfte Teilnahme Dänemarks an Olympischen Winterspielen.

## Übersicht der Teilnehmer

### Skilanglauf
Männer
- Svend Carlsen
15 km: 57. Platz – 56:09,5 min
30 km: 53. Platz – 1:50:51,8 h
- Apollo Lynge
15 km: 67. Platz – 1:00:34,8 h
30 km: 62. Platz – 1:55:40,0 h

Frauen
- Kirsten Carlsen
5 km: 34. Platz – 19:56,6 min
10 km: 32. Platz – 46:56,2 min